# Marcus Tavernier
Marcus Tavernier, né le 22 mars 1999 à Leeds en Angleterre, est un footballeur anglais qui évolue au poste d'ailier gauche à l'AFC Bournemouth.

## Biographie

### Carrière en club
Né à Leeds en Angleterre, Marcus Tavernier fréquente le centre de formation de Newcastle United avant de rejoindre en 2013 Middlesbrough, où il poursuit sa formation. Il fait ses débuts en professionnel le 22 août 2017, lors d'un match de Coupe de la Ligue anglaise contre Scunthorpe United (victoire 3-0 de Middlesbrough). Le 24 octobre 2017, dans cette même compétition, Tavernier inscrit son premier but en professionnel, lors d'une défaite de son équipe face à l'AFC Bournemouth (3-1). 
Quatre jours plus tard, il réalise sa première apparition en Championship face au Reading FC, où il est titulaire et où son équipe s'impose (0-2). Le 5 novembre 2017, lors de la 16e journée, il inscrit son premier but en Championship, lors de la réception du Sunderland AFC (victoire 1-0). Le 15 décembre de la même année il prolonge son contrat avec son club formateur jusqu'en juin 2021.
Le 17 janvier 2018 il est prêté lors de la deuxième partie de la saison 2017-2018 à MK Dons, en troisième division anglaise, où il joue huit matchs.
Le 29 janvier 2020, Marcus Tavernier prolonge son contrat avec Middlesbrough jusqu'en juin 2023,.
Le 1er août 2022, Marcus Tavernier s'engage en faveur de l'AFC Bournemouth. Le joueur signe un contrat de cinq ans, soit jusqu'en juin 2027,.
Tavernier inscrit son premier but pour Bournemouth le 5 novembre 2022, à l'occasion d'une rencontre de Premier League face à Leeds United. Il est également l'auteur de deux passes décisives ce jour-là mais ne permet pas à son équipe d'obtenir un résultat (défaite 4-3).
Il se fait remarquer le 25 novembre 2023 en étant l'auteur de son premier doublé pour Bournmouth, contre Sheffield United, lors d'une rencontre de Premier League. Il permet ainsi à son équipe de s'imposer par trois buts à un,.

### En sélection
Marcus Tavernier compte plusieurs sélections avec l'équipe d'Angleterre des moins de 19 ans. Il participe avec cette sélection au championnat d'Europe des moins de 19 ans en 2018. Il joue trois matchs durant ce tournoi, tous en tant que titulaire. Il se met en évidence lors de cette compétition, en inscrivant un but contre l'équipe d'Ukraine. Avec une seule victoire, un nul et une défaite, les Anglais ne dépassent pas le premier tour.
Avec les moins de 20 ans, il joue son premier match le 10 septembre 2018, en étant titularisé contre les Pays-Bas (défaite 3-1 des Anglais). Il officie pour la première fois comme capitaine de cette sélection lors d'une rencontre face à la Suisse, le 9 septembre 2019 (victoire 0-1 de l'Angleterre).

### Vie personnelle
Il est le frère de James Tavernier, lui aussi footballeur.

## Statistiques
| Saison                | Club                      | Championnat           | Championnat | Championnat | Coupe nationale | Coupe nationale | Coupe de la Ligue | Coupe de la Ligue | Total | Total |
| Saison                | Club                      | Division              | M.          | B.          | M.              | B.              | M.                | B.                | M.    | B.    |
| 2017-2018             | Middlesbrough FC          | Championship          | 5           | 1           | -               | -               | 3                 | 1                 | 8     | 2     |
| 2018-2019             | Middlesbrough FC          | Championship          | 20          | 3           | 2               | 0               | 5                 | 1                 | 27    | 4     |
| 2019-2020             | Middlesbrough FC          | Championship          | 37          | 3           | 2               | 0               | 1                 | 0                 | 40    | 3     |
| 2020-2021             | Middlesbrough FC          | Championship          | 29          | 3           | 1               | 0               | 2                 | 1                 | 32    | 4     |
| 2021-2022             | Middlesbrough FC          | Championship          | 44          | 5           | 4               | 0               | -                 | -                 | 48    | 5     |
| Sous-total            | Sous-total                | Sous-total            | 135         | 15          | 9               | 0               | 11                | 3                 | 155   | 18    |
| 2017-2018             | Milton Keynes Dons (prêt) | League One            | 7           | 0           | 1               | 0               | -                 | -                 | 8     | 0     |
| Sous-total            | Sous-total                | Sous-total            | 7           | 0           | 1               | 0               | -                 | -                 | 8     | 0     |
| 2022-2023             | AFC Bournemouth           | Premier League        | 23          | 5           | -               | -               | -                 | -                 | 23    | 5     |
| 2023-2024             | AFC Bournemouth           | Premier League        | 30          | 3           | 3               | 1               | 2                 | 0                 | 35    | 4     |
| 2024-2025             | AFC Bournemouth           | Premier League        | 22          | 3           | 2               | 0               | 1                 | 0                 | 25    | 3     |
| Sous-total            | Sous-total                | Sous-total            | 75          | 11          | 5               | 1               | 3                 | 0                 | 83    | 12    |
| Total sur la carrière | Total sur la carrière     | Total sur la carrière | 217         | 26          | 15              | 1               | 14                | 3                 | 246   | 30    |